# 軍事戰術
軍事戰術（希臘語：Taktikē，管理軍隊的藝術）是使用武器或軍事單位，進行攻擊或防御敵人的行動。隨著時間的推移，軍事戰術亦隨著哲學和科技的進步而进步。
以目前的軍事思想，军事战术是最基礎的規劃；涉及小單位，從幾十到幾百人。最高级的軍事計劃是军事戰略，它处理战争行动与国家目的之间的关系。它们中间的规划是军事行动，它把军事戰略细化到军事战术的实施级别。
美國陸軍戰場手冊3-0提供了以下的定義策略：“策略－（美國國防部）一．戰鬥單位的使用。二．有序的安排和演習，得使在面對盟军和/或我們的敵人時，能利用其充分的潛力。（陸軍）戰鬥單位的僱用。它包括从多个角度（如地形），安排和处理的军事单位间的關係。”

## 另見
- 砲擊
- 騎兵戰術
- 步兵戰術
- 軍事戰術列表
- 現代海戰戰術
- 羅馬步兵戰術